# 措灵
措灵（德語：Zolling，發音：[ˈtsɔlɪŋ]）是德国巴伐利亚州上巴伐利亚行政区弗赖辛县的市镇，面积34.53平方千米，2023年12月31日人口为5,090人。